# 북극점

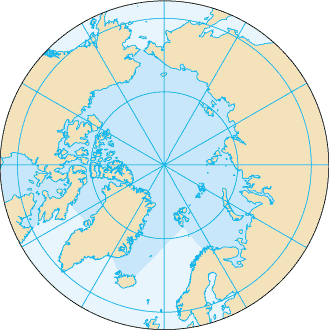
북극점과 북극해

북극점(北極點)은 지구의 가장 북쪽 지점을 말한다. 북극해의 가운데에 있으며 북극점 지점의 깊이는 4087 m이다.
북극점은 지구 최북단 지점으로서, 남극점과 직경으로 정반대 지점에 위치해 있다. 측지학상으로는 북위 90도의 기준이 되며 진북의 방향을 삼는 데도 기준이 된다. 북극점을 기준으로 하면 어느 방향이든 남쪽을 향해 가리키게 되며, 모든 경선이 만나는 지점이기에 어느 경도이든 북극점이 한 축의 기점이 된다. 북극점 주변의 위선을 따라 반시계 방향으로 돌면 동쪽을 향하고, 시계 방향으로 돌면 서쪽을 향하게 된다. 그밖에 북극점은 북반구의 중앙 지점이기도 하다.
남극점은 남극이라는 대륙 위에 있지만 북극점은 북극해의 중심 해역에 위치해 있으며, 그 바다는 지속적으로 움직이는 반영구 해빙으로 뒤덮여 있다. 이 때문에 남극점과는 달리 북극점에 영구 기지를 건설하기란 불가능에 가깝다. 하지만 구소련 (이후 러시아)가 1937년부터 해마다 유빙 기지를 여러 곳 지은 바 있으며, 그 중 일부는 북극점을 지나치거나 매우 근접하기도 했다. 2002년부터 러시아는 매년 바르네오 기지를 북극점 부근에 설치하고 있다. 바르네오 기지는 봄이 찾아온 몇 주 동안만 운영된다. 2000년대에는 북극 해빙면적 감소로 북극점 일대가 계절에 따라 얼음이 사라질 수도 있다는 예측이 나온 바 있으며, 그 시점은 2016년에서 21세기 말 이후까지 다양하다.
북극점의 수심은 2007년 러시아의 미르 잠수함이 4,261m, 1958년 USS 노틸러스 호가 4,087m로 측정한 적이 있다. 북극점에서 가장 가까운 땅은 보통 그린란드 북부의 카페클루 섬을 꼽으며, 거리는 700km에 불과하다. 다만 계절에 따라 사주가 북극점에 살짝 더 근접해 있기도 하다. 북극점에서 가장 가까운 영구 유인지는 캐나다 누나부트 준주 키킥탈루크 지방의 앨러트 마을로, 817km 떨어진 거리에 위치해 있다.

## 탐험
16세기부터 많은 지리학자들은 북극점이 바다 속에 위치해 있다고 생각했으며, 19세기에는 이를 ‘폴리니야(polynya)’ 또는 ‘개방된 극지해’라고 불렀다. 독일의 지리학자 아우구스트 페터만은 얼음이 없는 극지해의 존재를 강력히 주장한 인물이다. 비록 이 이론은 이후 잘못된 것으로 판명되었으나, 1853년부터 1876년까지 여러 탐험이 이 이론을 근거로 수행되었다. 탐험가들은 해빙기 때 얼음이 없는 항로를 통해 북극점에 도달할 수 있기를 희망하였다.
1596년 6월 16일 네덜란드 탐험대가 빌럼 바렌츠의 지휘 아래 북위 79도 49분에 도달하여 인류가 도달한 가장 북쪽 기록을 세웠다. 바렌츠는 다음 해 사망하였다.
1893년 프리드퇴프 난센과 할마르 요한센은 ‘프람’이라는 선박을 이용한 탐험을 진행하였는데, 이 선박은 새로운 유형의 쇄빙선의 시초가 되었다. 그들은 1895년 4월 8일 북위 86도 14분에 도달하여 북극점에 가장 근접한 인간이 되었다
1908년 미국인 프레더릭 쿡은 두 명의 이누이트와 함께 소규모 탐험을 조직하였다. 그는 1908년 4월 21일 북극점에 도달했다고 주장하였으나, 긴 여정을 거쳐 1909년 4월 18일에야 기지로 돌아왔다. 그의 증언은 여러 역사학자들에 의해 의심받았으며, 쿡이 위치를 잘못 계산했을 가능성이 제기되었다. 일부는 쿡이 실제 경로를 조작했으며, 실제로는 북극점 접근을 시도조차 하지 않았을 것이라는 증거도 발견하였다. 이 탐험의 역사는 오늘날까지도 논란이 되고 있다.
미국인 로버트 피어리는 1909년 4월 6일 매튜 헨슨과 네 명의 이누이트인 우타, 에깅와, 시글루, 우키아와 함께 북극점에 도달했다고 주장하였다. 그는 미국 의회로부터 그 업적에 대한 인정을 어렵게 얻어내어, 결국 공식적으로 북극점에 최초로 도달한 인물로 지정되었다. 그러나 피어리의 일기 사본이 발견된 이후, 그의 위치 추정이 잘못되었으며 실제로는 북극점에서 약 40킬로미터 떨어진 지점까지 접근했을 가능성이 거의 확실시되고 있다.
당시 탐험가 사회는 피어리가 북극점으로 향한 마지막 200킬로미터 구간에서 어떠한 위치 측량도 하지 않았다는 점을 강하게 비판하였다. 또한 로버트 M. 브라이스는 피어리가 귀환 시 유지했다고 주장한 평균 속도가 인간적으로 불가능한 수준이며, 이후로도 결코 재현된 적이 없다고 지적하였다. 한편, 아프리카계 미국인 탐험가 매튜 헨슨은 피어리보다 45분 먼저 북극점에 도착하여 탐험대에서 가장 먼저 북극점에 도달한 인물이었으나, 그는 흑인이었기에 모든 영예는 피어리에게 돌아갔다.
북극점에 확실히 도달한 최초의 인물들은 이탈리아인 움베르토 노빌레와 노르웨이인 로알 아문센으로, 이들은 1926년 3월 29일 로마를 출발하여 4월 14일 오슬로를 경유한 이탈리아 비행선 노르게(Norge)를 타고 북극점을 비행하였다. 두 사람은 1926년 5월 12일 북극점을 비행하며 통과하였다.
소련의 이반 파파닌은 1937년 5월 21일 비행기로 북극점에 착륙하였으며, 영국인 월리 허버트는 1969년 4월 5일 개썰매를 이용하여 북극점에 도달하였다.
1958년에는 미국 잠수함 USS 노틸러스가 북극해를 횡단하며 최초로 북극점에 도달한 잠수함이 되었으며, 1959년에는 USS 스케이트가 북극점에서 수면으로 부상한 최초의 잠수함이 되었다.
1977년 8월 17일 소련의 원자력 쇄빙선 아르크티카는 최초로 북극점에 도달한 표면선박이 되어 여름철 북극 해역 항해가 가능함을 입증하였다.
1978년 4월 29일 일본 탐험가 나오미 우에무라는 800킬로미터의 여정을 거쳐 단독으로 북극점에 도달한 최초의 인물이 되었다. 그는 캐나다 엘즈미어섬 북쪽의 케이프 콜럼비아에서 출발하여 피어리 탐험대의 경로를 따라 17마리 개가 끄는 썰매를 이용하였다. 우에무라는 항공기로부터 식량 보급을 정기적으로 받으며 여정을 완수하였다.
1982년 래널프 피언스와 찰스 버턴은 단일 시즌에 북극해를 횡단한 최초의 인물이 되었다. 1982년 2월 17일, 그들은 엘즈미어섬 인근의 크로지어 섬을 출발하여 1982년 4월 11일 북극점에 도달하였다. 이들의 탐험은 도보와 스노모바일을 이용하여 진행되었다. 북극점 도달 후, 그들은 스발바르 제도를 향해 남쪽으로 이동을 시도했으나, 빙판의 불안정성으로 인해 빙하 가장자리에서 여정을 중단하고, 약 99일간 빙판 위에서 남쪽으로 표류하였다.
결국 1982년 8월 4일 북위 80도 31분 지점에서 탐험선 MV 벤자민 보링호에 도착할 수 있었다. 이 탐험 이후, 피언스와 버턴은 3년에 걸친 트랜스글로브 탐험에 참가하여, 두 극지를 모두 통과하는 세계 일주를 완수한 최초의 인물이 되었다. 이 업적은 현재까지도 의심받지 않고 있으며, 기네스 세계 기록은 래널프 피언스를 “현존하는 최고의 탐험가”로 평가하고 있다.
1986년 5월 1일 윌 스테거 국제 극지 탐험대는 보급 없이 북극점에 도달한 최초의 탐험대가 되었다. 팀원은 폴 셔크, 브렌트 바디, 리처드 웨버, 제프 캐롤, 앤 뱅크로프트 및 21마리의 개들로 구성되었다. 브렌트 바디와 리처드 웨버는 북극점에 도달한 최초의 캐나다인이 되었으며, 앤 뱅크로프트는 최초의 여성으로 기록되었다. 그로부터 며칠 후인 5월 11일, 장루이 에티엔은 63일간의 도보 여정을 거쳐 스키로 단독 북극점에 도달한 최초의 프랑스인이 되었다.
1988년 폴라 브릿지 탐험대는 북극해를 스키로 횡단한 최초의 탐험대였다. 이 탐험대는 러시아인 9명과 캐나다인 4명으로 구성되어 시베리아 북부에서 캐나다 엘즈미어섬까지 약 1,800킬로미터를 북극점을 경유하며 이동하였다. 캐나다 팀의 리더였던 리처드 웨버는 북극해 양쪽에서 북극점에 도달한 최초의 인물이 되었다. 이어 1995년, 웨버는 미하일 말라호프와 함께 어떠한 지원이나 보급 없이, 전적으로 자신의 힘만으로 북극점에 도달하고 돌아온 최초의 인물이 되었다.
1991년 5월 7일 문화방송(MBC)의 카메라 기자 이용우 씨는 최종렬, 신정섭 씨 등으로 구성된 오로라 탐험대와 함께 북극점에 도달하여 한국인 최초로 이뤄낸 성과를 기록하였다.
2005년 미국 해군의 로스앤젤레스급 원자력 잠수함 USS 샬럿은 두께 155센티미터의 얼음을 뚫고 북극점에서 수면으로 부상하였다. 승조원 137명과 장교 17명은 빙상 위에서 18시간을 머물렀으며, 일부는 사진을 촬영하는가 하면 다른 이들은 축구 경기를 하기도 하였다.
2005년 4월 30일 박영석 대장과 홍성택, 오희준, 정찬일 대원 등과 함께 북극점 도달에 성공하였다. 그는 산악인으로서도 명성을 떨쳤으나, 특히 북극점과 남극점 탐험을 통하여 크게 주목받았다.
2006년 3월 23일 뵈르게 우슬란드와 마이크 혼은 극야(북극의 밤) 동안 북극점에 도달한 최초의 인물이 되었다. 이어 한 달 뒤인 2006년 4월 16일에는 모나코의 알베르 2세가 현직 군주로서 처음으로 북극점에 도달하였다.
2007년 4월 네덜란드의 퍼포먼스 아티스트 귀도 반 더 베르베는 북극점에서 24시간 동안 정확히 북극점 위에 서서 시계 방향으로 천천히 회전하는 퍼포먼스를 선보였다. 지구가 반시계 방향으로 회전하는 것과 달리 자신의 그림자를 따라 움직인 이 퍼포먼스는 ‘Nummer Negen(아홉 번째)’이라 불리며, ‘내가 세상과 함께 돌지 않은 날’이라는 뜻이다. 반 더 베르베는 이 24시간의 과정을 9분 분량의 가속 영상으로 편집하였다.
2007년 7월 영국의 지구력 수영 선수 루이스 고든 퓨는 북극점에서 약 1킬로미터를 자유 수영으로 완주하였다. 기후변화의 영향을 알리기 위한 이 도전은 해빙 사이의 개활수역에서, 수온 −1.8도에서 18분 50초 동안 이루어졌다. 2008년에는 노르웨이에서 카약을 타고 북극점에 도달하려 시도하였으나, 3일간 빙하에 갇히는 바람에 중단할 수밖에 없었다.

## 낮과 밤
북극점의 태양은 여름에는 지평선 위로 계속해서 떠 있고, 반대로 겨울에는 지평선 아래로 계속 머물러 있다. 해돋이는 춘분점 (3월 20일경) 바로 직전에만 한차례 이뤄지며, 그 이후에는 하지점 (6월 21일경)이 될 때까지 석 달 동안 최고도인 23½°까지 올라간다. 그 다음에는 하강을 시작해 추분점 (9월 23일경) 직후에 해넘이가 이뤄지게 된다. 해가 하늘에 떠있는 기간에는 지평선 위를 유지한 채 둥근 궤도를 그리며 움직이는 모습을 보인다. 이 궤도는 춘분점 직후에는 지평선 부근에 위치해 있다 점점 올라가고, 하지점의 최고도에 이르고 나면 추분점이 될 때까지 지평선을 향해 내려온다. 따라서 북극점과 남극점에서는 지구상에서 가장 느린 속도로 해돋이와 해넘이가 이뤄지는 셈이다.
상용박명 (태양 고도가 0°에서 -6°) 기간은 약 2주에 달한다. 항해박명 (-6° ~ -12°) 기간은 약 5주이며, 천문박명 (-12° ~ -18°)은 약 7주에 달한다. 세 박명 기간 모두 해돋이 전과 해넘이 후에 발생한다.
이러한 현상은 지구의 자전축 기울기와 태양 공전이 맞물리면서 발생하는 것이다. 지구의 자전축 기울기 방향과 각도는 지구의 태양 공전면에 비례하고 한해동안 거의 지속적으로 유지된다 (자전축의 방향과 각도 모두 오랫동안 아주 조금씩 변하고는 있다). 북반구가 한여름이 되면 북극점은 최대한 태양 쪽으로 바라보게 된다. 그때부터 한 해가 흘러 지구가 태양 주변을 계속 공전하다 보면 북극점은 조금씩 태양의 반대쪽으로 돌아보게 되고, 반년이 지난 한겨울에는 최대한 태양으로부터 떨어지게 되는 것이다. 남극점에서도 계절만 정반대인 채 이 같은 과정이 비슷하게 진행된다.

## 기후

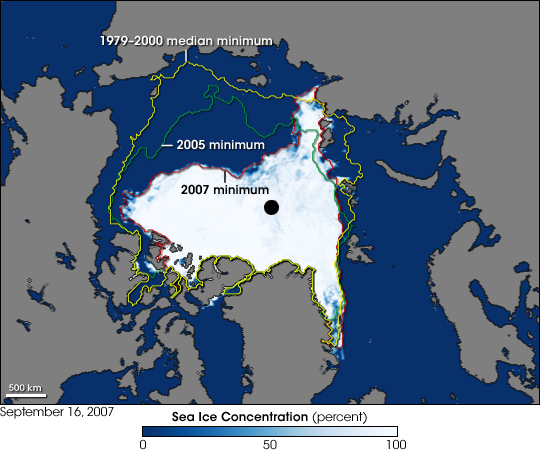
2007년 북극해 얼음의 최소 면적. 1979년~2000년 평균치와 2005년 자료와 비교해 두었다.

북극점은 남극점보다 훨씬 따뜻한데, 육지 위에 있는 남극점과는 달리 바다 한가운데의 해수면에 위치해 있고, 그 바닷물 자체가 열을 비축하기 때문이다. 해빙으로 덮여 있다고는 하지만, 7월과 8월 기온이 어는점 바로 위까지 올라가기 때문에 툰드라 기후 (ETf)에서 볼 수 있는 특징도 지니고 있다.
북극점의 겨울 기온은 영하 55도에서 영하 34도 사이이며 평균 기온은 영하 31도이다.[참고] 하지만 2015년 12월 30일에는 북극점 일대에 특이한 폭풍이 불어닥치는 바람에, 북위 87.45도에 위치한 세계기상기구 부표에서 측정된 기온이 영상 0.6도까지 치솟기도 했다. 폭풍이 지나가는 동안 북극점 일대의 기온은 영하 1도에서 영상 2도로 추정되었다. 여름 (6~8월) 기간의 평균 기온은 녹는점인 0도 부근에 도달하며, 현재까지 기록된 최고 기온은 영상 13도였다. 이는 남극점의 역대 최고 기온인 영하 12.3도보다 훨씬 높은 기록이기도 하다.
북극점의 해빙 두께는 2m에서 3m 정도이지만 얼음 두께와 범위, 그리고 해빙 내에서 밖으로 드러난 수면 부분은 날씨와 기후 상황에 따라 얼마든지 급격하게 바뀔 수 있다. 최근에는 지난 수 년 사이 북극점의 평균 얼음 두께가 감소했다는 연구 결과가 발표되고 있다. 지구 온난화가 그 원인일 가능성이 높지만, 최근 급격한 두께 감소의 원인을 북극해가 따뜻해지고 있다는 관측 결과로 전부 돌리기엔 힘들다고 볼 수 있다. 앞으로 수십년 뒤면 북극해는 여름마다 얼음이 완전히 사라지게 될 것이라는 관측이 많으며, 이는 북극 항로나 영유권 주장 같은 중대한 상업적 결과를 초래할 수도 있다.
얼음의 면적이 줄어들면 줄어들수록 태양 복사선은 더 많이 들어오기 때문에, 북극 해빙의 후퇴는 지구 온난화를 가속화시키게 되고, 그 결과 극지방 태풍 발생과 같은 심각한 기후 변화를 일으킬 수 있다.
| 그린란드 기상관측소[참고]의 기후 | 그린란드 기상관측소[참고]의 기후 | 그린란드 기상관측소[참고]의 기후 | 그린란드 기상관측소[참고]의 기후 | 그린란드 기상관측소[참고]의 기후 | 그린란드 기상관측소[참고]의 기후 | 그린란드 기상관측소[참고]의 기후 | 그린란드 기상관측소[참고]의 기후 | 그린란드 기상관측소[참고]의 기후 | 그린란드 기상관측소[참고]의 기후 | 그린란드 기상관측소[참고]의 기후 | 그린란드 기상관측소[참고]의 기후 | 그린란드 기상관측소[참고]의 기후 | 그린란드 기상관측소[참고]의 기후 |
| 월                               | 1월                              | 2월                              | 3월                              | 4월                              | 5월                              | 6월                              | 7월                              | 8월                              | 9월                              | 10월                             | 11월                             | 12월                             | 연간                             |
| -------------------------------- | -------------------------------- | -------------------------------- | -------------------------------- | -------------------------------- | -------------------------------- | -------------------------------- | -------------------------------- | -------------------------------- | -------------------------------- | -------------------------------- | -------------------------------- | -------------------------------- | -------------------------------- |
| 역대 최고 기온 °C (°F)           | 2 (36)                           | −14 (7)                          | −11 (12)                         | −6 (21)                          | 3 (37)                           | 10 (50)                          | 13 (55)                          | 12 (54)                          | 7 (45)                           | −2 (28)                          | 0.6 (33.1)                       | 0.7 (33.3)                       | 13 (55)                          |
| 일평균 최고 기온 °C (°F)         | −29 (−20)                        | −31 (−24)                        | −30 (−22)                        | −22 (−8)                         | −9 (16)                          | 0 (32)                           | 2 (36)                           | 1 (34)                           | −7 (19)                          | −18 (0)                          | −25 (−13)                        | −26 (−15)                        | −16 (3)                          |
| 일일 평균 기온 °C (°F)           | −31 (−24)                        | −32 (−26)                        | −31 (−24)                        | −23 (−9)                         | −11 (12)                         | −1 (30)                          | 1 (34)                           | 0 (32)                           | −9 (16)                          | −20 (−4)                         | −27 (−17)                        | −28 (−18)                        | −18 (0)                          |
| 일평균 최저 기온 °C (°F)         | −33 (−27)                        | −35 (−31)                        | −34 (−29)                        | −26 (−15)                        | −12 (10)                         | −2 (28)                          | 0 (32)                           | −1 (30)                          | −11 (12)                         | −22 (−8)                         | −30 (−22)                        | −31 (−24)                        | −20 (−4)                         |
| 역대 최저 기온 °C (°F)           | −47 (−53)                        | −50 (−58)                        | −50 (−58)                        | −41 (−42)                        | −24 (−11)                        | −12 (10)                         | 13 (55)                          | −12 (10)                         | −31 (−24)                        | −41 (−42)                        | −41 (−42)                        | −47 (−53)                        | −50 (−58)                        |
| 평균 상대 습도 (%)               | 83.5                             | 83.0                             | 83.0                             | 85.0                             | 87.5                             | 90.0                             | 90.0                             | 89.5                             | 88.0                             | 84.5                             | 83.0                             | 83.0                             | 85.8                             |
| 출처: Weatherbase                |                                  |                                  |                                  |                                  |                                  |                                  |                                  |                                  |                                  |                                  |                                  |                                  |                                  |

## 참고
^  이 기후 통계는 북극점에서 709km 떨어진 그린란드 기상관측소 (북위 83° 38′  서경 033° 22′  / 북위 83.633°  서경 33.367° )에서 측정한 것이다.

## 같이 보기
- 남극점
- 북극